# 太空舱返回实验

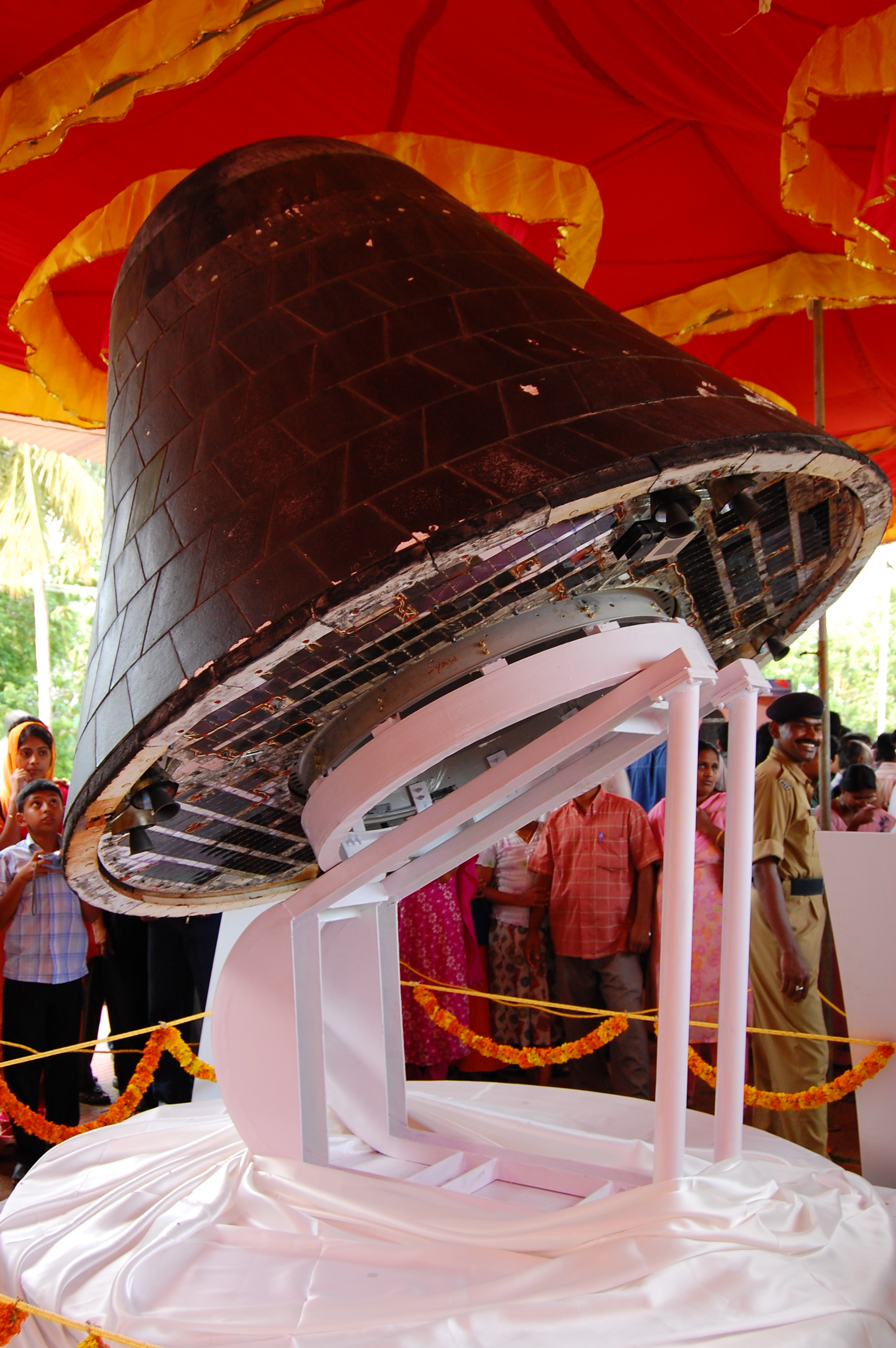
与火箭组合中的SRE-1

太空舱返回实验（英語：Space Capsule Recovery Experiment，缩写为SRE）是印度发射的第一个返回式航天器。它于格林尼治标准时间2007年1月10日03点53分由印度空间研究组织（ISRO）从斯里哈里科塔的萨蒂什达万航天中心发射升空。执行发射任务的运载火箭是印度自行研制的极轨卫星运载火箭-C7，同时发射的还有3颗人造卫星。SRE-1太空舱在绕地球轨道运行12天后重返大气层，于1月22日04点16分落入孟加拉湾。这次发射和返回的成功标志着印度已经成为世界上仅有的几个航天大国之一。

## 综述
SRE-1是印度航天部门的一项重要规划，其目的是验证印度在航天器返回方面的技术能力，以及对进行微重力实验所需的轨道平台技术的掌握程度。它也被用来对印度的可重复使用热防护系统，导航系统，指令控制，高超音速气动热力学等多项技术进行测试。

## 设计
SRE-1重550千克，以低碳钢制造。整个航天器包括隔热结构、舱体、制动和漂浮系统以及微重力实验载荷。太空舱略呈钟形，顶端半球状鼻帽半径约0.5米，底部直径2米，全高1.6米。降落伞、烟火信号装置、传感器和电子设备、遥感系统等被置于SRE-1舱体内。
为了抵抗再入大气层时的高温，SRE-1表面大部分覆盖有二氧化硅隔热瓦，并设计了碳-酚复合材料制成的可烧蚀式端头帽。印度人也在研究碳碳复合材料，如果成功，这种材料将与二氧化硅隔热瓦一起用于印度未来的其它返回式航天器，如ISRO计划中的可重复使用发射载具。

## 再入过程
在发射入轨以后，SRE-1先在距地面637公里的极地轨道上运行。然后为再入大气层，位于班加罗尔的航天测控中心（ISTRAC）在2007年1月19日发出指令使它进入一个近地点485公里、远地点639公里的椭圆轨道。关键的制动减速过程是由班加罗尔的航天机构在分别位于班加罗尔、勒克瑙、毛里求斯、斯里哈里科塔、比亚克（印度尼西亚）、萨斯卡通（加拿大）、斯瓦尔巴群岛（挪威）等地的地面站和一些机载、船载测控终端组成的测控网络支持下完成的。
SRE-1为再入大气层而进行的轨道机动于印度标准时间2007年1月22日08点42分开始。09点00分，航天器进行制动点火，一系列操作于09点10分完成。09点17分航天器再入之前的姿态调整进行完毕。SRE-1于09点37分以8 km/s的速度从海拔100千米处再入。
在太空舱下降到海拔5千米时，空气动力制动装置使其下落速度降至 101 m/s。接下来减速降落伞使其速度进一步降低到47 m/s。

## 溅落和回收
SRE-1的主降落伞在海拔约2千米处展开。SRE-1最终于印度标准时间09点46分（格林尼治标准时间04点16分）以12 m/s的速度在孟加拉湾海面上溅落。太空舱溅落后，漂浮系统即被激发，使舱体漂浮在海面上。印度海岸警卫队和印度海军出动舰只、固定翼飞机和直升机，成功地回收了太空舱。

## 空间实验
在绕地球运行时，SRE-1上搭载的科学研究载荷进行了两项微重力实验。
实验之一与研究微重力条件下金属的熔化过程和结晶过程有关。这项实验是由印度科学院、维克拉姆·萨拉拜空间中心及特里凡得琅的多家科研机构共同设计的，实验装置是一台等温熔炉。
第二项实验由贾姆谢德布尔的国家冶金实验室设计，其目的是研究微重力条件下纳米晶体的合成。这项实验可以帮助寻找更好的生物材料等。